# تاجر ونیزی (فیلم ۱۹۶۹)
تاجر ونیزی (انگلیسی: The Merchant of Venice) فیلمی کوتاه در سبک درام به کارگردانی اورسن ولز بر اساس نمایشنامه‌ای به همین نام از ویلیام شکسپیر ساخته سال ۱۹۶۹ است. از بازیگران آن می‌توان به اورسن ولز و چارلز گری اشاره کرد. در حالیکه این فیلم در حقیقت تکمیل شد، مکرراً از آن به عنوان فیلمی ناتمام یاد می‌شود؛ گرچه بهتر است به خاطر گم شدن برخی قسمت‌های فیلم آن را تا حدودی گمشده توصیف کرد.